# Vladislav Surkov
assinatura
Vladislav Yuryevich Surkov (em russo:  Владислав Юрьевич Сурков; nascido em 21 de setembro de 1962 ou 1964 ) é um político e empresário russo. Entre 1999 e 2011, no cargo de vice-chefe de gabinete, Surkov é considerado o principal ideólogo do Kremlin, responsável por cunhar e implementar o conceito de "democracia soberana" na Rússia.  Seu próximo cargo é como vice-primeiro-ministro da Federação Russa, entre dezembro de 2011 e maio de 2013.  Após sua renúncia, Surkov volta ao Gabinete Executivo Presidencial como conselheiro pessoal de Vladimir Putin nas relações com a Abkházia, Ossétia do Sul e Ucrânia . Em fevereiro de 2020, uma ordem presidencial declara o afastamento de Surkov de suas funções políticas.
Surkov é largamente percebido como uma figura-chave da administração de Vladmir Putin : uma espécie de eminência parda, cujo poder e influência estariam para além dos cargos oficiais por ele ocupados. O documentarista da BBC, Adam Curtis, considera que a própria manutenção do poder político de Putin desde os anos 2000 - seja como presidente, ou por meio de seu sucessor escolhido. Se deve, ao menos em parte, a Surkov e sua habilidade em mesclar o teatro à política.
Jornalistas russos e internacionais especulam que Surkov escreva e publique sob o pseudônimo de Nathan Dubovitsky, o que sempre foi negado pelo Kremlin .